# Ernesto Cortázar II
Ernesto Cortázar II(n. 2 mai 1940, Ciudad de México, Mexic – d. 2004, Tampico⁠(d), Tamaulipas, Mexic) a fost un compozitor, aranjor și pianist mexican. El s-a născut în Ciudad de México, Mexic și a murit în Tampico, Taumalipas. El a fost fiul compozitorului Ernesto Cortázar, care a fost fondatorul și președintele al Societății de autori și compozitori din Mexic.
A avut doi copii: Ernesto III și Edgar, care, în prezent sunt compozitori de succes de muzică latino.
La vârsta de 13 ani și-a piedut ambii părinți într-un accident de mașină. În ciuda acestei tragedii, el și-a terminat studiile muzicale, iar la vârsta de 17 ani a început să lucreze ca muzician de film. În 1958 a gâștigat Premiul Pentru Cea Mai Bună Muzică De Fundal pentru un film latino-american la Festivalul Internațional din Cartagena (Columbia) cu melodia Rio de Sueños.
Ernesto Cortázar II a muzicalizat peste 500 de filme și a reușit să devină numărul #1 pe site-ul Mp3.com între anii 1999 și 2001, realizând mai mult de 14 milioane de descărcări în acel moment.
După ce a trăit în Los Angeles, California, în cea mai parte a vieții sale adulte, s-a întors în Mexic,unde s-a stabilit în Tampico, unde a murit în 2004,la vârsta de 64 de ani, din cauza cancerului.